# Cyrtotria pusilla
Cyrtotria pusilla är en kackerlacksart som beskrevs av Rehn, J. A. G. 1937. Cyrtotria pusilla ingår i släktet Cyrtotria och familjen jättekackerlackor. Inga underarter finns listade i Catalogue of Life.